# Клубний чемпіонат світу з футболу 2017
Клубний чемпіонат світу з футболу 2017 — футбольний турнір, який пройшов у грудні 2017 року в ОАЕ. Він став 14-м розіграшем Клубного чемпіонату світу з футболу, турніром, який проводить ФІФА між переможцями клубних турнірів кожної з 6 конфедерацій, а також чемпіоном країни-господарки. Втретє трофей здобув іспанський «Реал Мадрид».

## Заявки на проведення турніру
4 країни подали заявки на проведення Клубних чемпіонатів світу 2017 і 2018 років (один і той же господар у обох турнірів):
- Бразилія
- Індія[4]
- Японія
- ОАЕ

21 березня 2015 року Об'єднані Арабські Емірати були офіційно названі господарями турніру в 2017 і 2018 роках.

## Склади
Кожна команда повинна мати склад з 23-х гравців (три з яких мають бути воротарями)

## Учасники
| Команда                        | Конфедерація         | Кваліфікація                               | Участь                                                              |
| Проходять у півфінал           | Проходять у півфінал | Проходять у півфінал                       | Проходять у півфінал                                                |
| ------------------------------ | -------------------- | ------------------------------------------ | ------------------------------------------------------------------- |
| Греміо                         | КОНМЕБОЛ             | Переможець Кубка Лібертадорес 2017         | 1-й раз                                                             |
| Реал Мадрид                    | УЄФА                 | Переможець Ліги чемпіонів УЄФА 2016/17     | 4-й раз (Попередні: 2000, 2014, 2016)                               |
| Проходять у чвертьфінал        |                      |                                            |                                                                     |
| Урава Ред Даймондс             | АФК                  | Переможець Ліги чемпіонів АФК 2017         | 2-й раз (Попередній: 2007)                                          |
| Відад Касабланка               | КАФ                  | Переможець Ліги чемпіонів КАФ 2016         | 1-й раз                                                             |
| Пачука                         | КОНКАКАФ             | Переможець Ліги чемпіонів КОНКАКАФ 2016/17 | 4-й раз (Попередні: 2007, 2008, 2010)                               |
| Плей-оф за вихід у чвертьфінал |                      |                                            |                                                                     |
| Окленд Сіті                    | ОФК                  | Переможець Ліги чемпіонів ОФК 2017         | 9-й раз (Попередні: 2006, 2009, 2011, 2012, 2013, 2014, 2015, 2016) |
| Аль-Джазіра                    | АФК                  | Переможець чемпіонату ОАЕ 2016/17          | 1-й раз                                                             |

## Матчі
|  | Плей-оф             | Плей-оф             |                      |        | Чвертьфінал         | Чвертьфінал         |                 |                 | Півфінал | Півфінал |  |  | Фінал                | Фінал                |
|  | 6 грудня — Ель-Айн  |                     |                      |        |                     |                     |                 |                 |          |          |  |  |                      |                      |
|  | Аль-Джазіра         | 1                   |                      |        | 9 грудня — Абу-Дабі | 9 грудня — Абу-Дабі |                 |                 |          |          |  |  |                      |                      |
|  | Аль-Джазіра         | 1                   |                      |        | 9 грудня — Абу-Дабі | 9 грудня — Абу-Дабі |                 |                 |          |          |  |  |                      |                      |
|  | Окленд Сіті         | 0                   |                      |        | Аль-Джазіра         | 1                   |                 |                 |          |          |  |  |                      |                      |
|  | Окленд Сіті         | 0                   | 13 грудня — Абу-Дабі |        | Аль-Джазіра         | 1                   |                 |                 |          |          |  |  |                      |                      |
|  |                     |                     |                      |        | Урава Ред           | 0                   |                 |                 |          |          |  |  |                      |                      |
|  | Аль-Джазіра         | 1                   |                      |        | Урава Ред           | 0                   |                 |                 |          |          |  |  |                      |                      |
|  | Аль-Джазіра         | 1                   |                      |        |                     |                     |                 |                 |          |          |  |  |                      |                      |
|  |                     |                     | Реал Мадрид          | 2      |                     |                     |                 |                 |          |          |  |  |                      |                      |
|  |                     |                     | Реал Мадрид          | 2      |                     |                     |                 |                 |          |          |  |  |                      |                      |
|  |                     |                     | 16 грудня — Абу-Дабі |        |                     |                     |                 |                 |          |          |  |  |                      |                      |
|  |                     |                     |                      |        |                     |                     |                 |                 |          |          |  |  |                      |                      |
|  | Реал Мадрид         | 1                   |                      |        |                     |                     |                 |                 |          |          |  |  |                      |                      |
|  | Реал Мадрид         | 1                   | 9 грудня — Абу-Дабі  |        |                     |                     |                 |                 |          |          |  |  |                      |                      |
|  |                     | Греміо              | 0                    |        |                     |                     |                 |                 |          |          |  |  |                      |                      |
|  |                     |                     | 0                    | Пачука | 1                   |                     |                 |                 |          |          |  |  |                      |                      |
|  | 12 грудня — Ель-Айн |                     |                      | Пачука | 1                   |                     |                 |                 |          |          |  |  |                      |                      |
|  |                     | Відад Касабланка    | 0                    |        |                     |                     |                 |                 |          |          |  |  |                      |                      |
|  | Пачука              | Відад Касабланка    | 0                    | 0      |                     |                     |                 |                 |          |          |  |  |                      |                      |
|  | Пачука              | Матч за 5 місце     | Матч за 5 місце      | 0      |                     |                     | Матч за 3 місце | Матч за 3 місце |          |          |  |  |                      |                      |
|  |                     | Матч за 5 місце     | Матч за 5 місце      |        | Греміо              | 1                   | Матч за 3 місце | Матч за 3 місце |          |          |  |  |                      |                      |
|  | Відад Касабланка    | 2                   | Аль-Джазіра          | 1      | Греміо              | 1                   |                 |                 |          |          |  |  |                      |                      |
|  | Відад Касабланка    | 2                   | Аль-Джазіра          | 1      |                     |                     |                 |                 |          |          |  |  |                      |                      |
|  | Урава Ред           | 3                   | Пачука               | 4      |                     |                     |                 |                 |          |          |  |  |                      |                      |
|  | Урава Ред           | 3                   | Пачука               | 4      |                     |                     |                 |                 |          |          |  |  |                      |                      |
|  | 12 грудня — Ель-Айн | 12 грудня — Ель-Айн |                      |        |                     |                     |                 |                 |          |          |  |  | 16 грудня — Абу-Дабі | 16 грудня — Абу-Дабі |

### Плей-оф за вихід у чвертьфінал
| 6 грудня 2017 19:00 |

| Аль-Джазіра    | 1:0          | Окленд Сіті |
| -------------- | ------------ | ----------- |
| Ромаріньйо 38' | Звіт (англ.) |             |

| Хазза бін Заєд, Ель-Айн Глядачів: 4246 Арбітр: Маланг Діеніо |

### Чвертьфінали
| 9 грудня 2017 15:00 |

| Пачука      | 1:0 (дч)     | Відад Касабланка |
| ----------- | ------------ | ---------------- |
| Гусман 112' | Звіт (англ.) |                  |

| Заєд Спорт Сіті, Абу-Дабі Глядачів: 12 488 Арбітр: Равшан Ірматов |

| 9 грудня 2017 18:30 |

| Аль-Джазіра    | 1:0          | Урава Ред Даймондс |
| -------------- | ------------ | ------------------ |
| Алі Мабхут 52' | Звіт (англ.) |                    |

| Заєд Спорт Сіті, Абу-Дабі Глядачів: 15 593 Арбітр: Сесар Рамос |

### Матч за п'яте місце
| 12 грудня 2017 16:00 |

| Відад Касабланка               | 2:3          | Урава Ред Даймондс             |
| ------------------------------ | ------------ | ------------------------------ |
| Хаддад 21' Хайхою 90+4' (пен.) | Звіт (англ.) | Маурісіо 18', 60' Касівагі 26' |

| Хазза бін Заєд, Ель-Айн Глядачів: 4281 Арбітр: Метью Конґер |

### Півфінали
| 12 грудня 2017 19:00 |

| Греміо      | 1:0 (дч)     | Пачука |
| ----------- | ------------ | ------ |
| Евертон 95' | Звіт (англ.) |        |

| Хазза бін Заєд, Ель-Айн Глядачів: 6428 Арбітр: Фелікс Брих |

| 13 грудня 2017 19:00 |

| Аль-Джазіра    | 1:2          | Реал Мадрид          |
| -------------- | ------------ | -------------------- |
| Ромаріньйо 41' | Звіт (англ.) | Роналду 53' Бейл 81' |

| Заєд Спорт Сіті, Абу-Дабі Глядачів: 36650 Арбітр: Сандро Річчі |

### Матч за третє місце
| 16 грудня 2017 16:00 |

| Аль-Джазіра | 1:4          | Пачука                                                     |
| ----------- | ------------ | ---------------------------------------------------------- |
| Алріззі 57' | Звіт (англ.) | Урретабіская 37' Хара 60' де ла Роса 79' Сагаль 84' (пен.) |

| Заєд Спорт Сіті, Абу-Дабі Глядачів: 11785 Арбітр: Маланг Діеніо |

### Фінал
| 16 грудня 2017 19:00 |

| Реал Мадрид | 1:0          | Греміо |
| ----------- | ------------ | ------ |
| Роналду 53' | Звіт (англ.) |        |

| Заєд Спорт Сіті, Абу-Дабі Арбітр: Сезар Артуро Рамос |